# Serie A 2020–21
Giải Serie A 2020–2021 là giải bóng đá vô địch quốc gia Italia lần thứ 119 (giải đấu thứ 89 được tổ chức theo hình thức vòng tròn hai lượt đi-về), và là giải đấu thứ 11 do Lega Serie A tổ chức. Giải đấu đã xác định đội vô địch, 4 đội dự UEFA Champions League, 2 đội dự UEFA Europa League, 1 đội dự UEFA Europa Conference League và 3 đội xuống Serie B ở mùa giải 2021-22.
Sau 38 vòng đấu, Internazionale là đội đoạt chức vô địch, kết thúc chuỗi 9 lần vô địch liên tiếp của Juventus.

## Thông tin các đội tham gia

### Sân vận động, địa điểm thi đấu
| CLB            | Trụ sở    | Sân vận động                       | Sức chứa | Kết quả mùa trước        |
| -------------- | --------- | ---------------------------------- | -------- | ------------------------ |
| Atalanta       | Bergamo   | Sân vận động Gewiss                | 25,000   | 3rd in Serie A           |
| Benevento      | Benevento | Stadio Ciro Vigorito               | 16,867   | Serie B champions        |
| Bologna        | Bologna   | Sân vận động Renato Dall'Ara       | 36,462   | 12th in Serie A          |
| Cagliari       | Cagliari  | Sardegna Arena                     | 16,416   | 14th in Serie A          |
| Crotone        | Crotone   | Stadio Ezio Scida                  | 16,640   | 2nd in Serie B           |
| Fiorentina     | Florence  | Sân vận động Artemio Franchi       | 45,000   | 10th in Serie A          |
| Genoa          | Genoa     | Sân vận động Luigi Ferraris        | 36,600   | 17th in Serie A          |
| Hellas Verona  | Verona    | Sân vận động Marcantonio Bentegodi | 39,371   | 9th in Serie A           |
| Internazionale | Milan     | San Siro                           | 75,923   | 2nd in Serie A           |
| Juventus       | Turin     | Sân vận động Allianz               | 41,507   | Serie A champions        |
| Lazio          | Rome      | Sân vận động Olimpico              | 70,634   | 4th in Serie A           |
| Milan          | Milan     | San Siro                           | 75,923   | 6th in Serie A           |
| Napoli         | Naples    | Sân vận động San Paolo             | 54,726   | 7th in Serie A           |
| Parma          | Parma     | Sân vận động Ennio Tardini         | 27,906   | 11th in Serie A          |
| Roma           | Rome      | Sân vận động Olimpico              | 70,634   | 5th in Serie A           |
| Sampdoria      | Genoa     | Sân vận động Luigi Ferraris        | 36,599   | 15th in Serie A          |
| Sassuolo       | Sassuolo  | Sân vận động Mapei                 | 23,717   | 8th in Serie A           |
| Spezia         | La Spezia | Stadio Alberto Picco               | 10,336   | Serie B play-off winners |
| Torino         | Turin     | Sân vận động Olympic Grande Torino | 27,958   | 16th in Serie A          |
| Udinese        | Udine     | Sân vận động Friuli                | 25,144   | 13th in Serie A          |

### Thống kê số đội tham gia theo vùng miền
| Số độ | Vùng, miền            | CLB                                |
| ----- | --------------------- | ---------------------------------- |
| 3     | Emilia-Romagna        | Bologna, Parma and Sassuolo        |
| 3     | Liguria               | Genoa, Sampdoria and Spezia        |
| 3     | Lombardy              | Atalanta, Internazionale and Milan |
| 2     | Campania              | Benevento and Napoli               |
| 2     | Lazio                 | Lazio and Roma                     |
| 2     | Piedmont              | Juventus and Torino                |
| 1     | Calabria              | Crotone                            |
| 1     | Friuli Venezia Giulia | Udinese                            |
| 1     | Sardinia              | Cagliari                           |
| 1     | Tuscany               | Fiorentina                         |
| 1     | Veneto                | Hellas Verona                      |

### HLV, đội trưởng, trang phục
| CLB            | HLV                  | Đội trường           | Áo đấu  | Các nhà tài trợ                                         |
| -------------- | -------------------- | -------------------- | ------- | ------------------------------------------------------- |
| Atalanta       | Gian Piero Gasperini | Rafael Toloi         | Joma    | Plus500, Radici Group, Gewiss, Automha                  |
| Benevento      | Filippo Inzaghi      | Nicolas Viola        | Kappa   | IVPC, Rillo Costruzioni, Rummo, Don Peppe               |
| Bologna        | Siniša Mihajlović    | Andrea Poli          | Macron  | Facile Ristrutturare, Selenella, Illumia, Scala         |
| Cagliari       | Leonardo Semplici    | João Pedro           | Adidas  | Ichnusa, Tiscali, Arborea                               |
| Crotone        | Serse Cosmi          | Alex Cordaz          | Zeus    | San Vincenzo Salumi, Envì Group, Ford Vumbaca Group     |
| Fiorentina     | Giuseppe Iachini     | Germán Pezzella      | Kappa   | Mediacom, Prima.it, Estra                               |
| Genoa          | Davide Ballardini    | Domenico Criscito    | Kappa   | Banca Sistema, Leaseplan, Synlab                        |
| Hellas Verona  | Ivan Jurić           | Miguel Veloso        | Macron  | Gruppo Sinergy, Winelivery, Trivellato Industriali      |
| Internazionale | Antonio Conte        | Samir Handanović     | Nike    | Pirelli, Driver                                         |
| Juventus       | Andrea Pirlo         | Giorgio Chiellini    | Adidas  | Jeep, Cygames                                           |
| Lazio          | Simone Inzaghi       | Senad Lulić          | Macron  | Frecciarossa                                            |
| Milan          | Stefano Pioli        | Alessio Romagnoli    | Puma    | Emirates                                                |
| Napoli         | Gennaro Gattuso      | Lorenzo Insigne      | Kappa   | Lete, MSC Cruises, Kimbo Caffè                          |
| Parma          | Roberto D'Aversa     | Bruno Alves          | Erreà   | Cetilar, Old Wild West, Viva la Mamma, Canovi Coperture |
| Roma           | Paulo Fonseca        | Lorenzo Pellegrini   | Nike    | Qatar Airways, Hyundai, Iqoniq                          |
| Sampdoria      | Claudio Ranieri      | Fabio Quagliarella   | Macron  | Very Mobile, IBSA Group                                 |
| Sassuolo       | Roberto De Zerbi     | Francesco Magnanelli | Puma    | Mapei                                                   |
| Spezia         | Vincenzo Italiano    | Claudio Terzi        | Acerbis | TEN Food & Beverage, Pediatrica, Iozzelli Piscine       |
| Torino         | Davide Nicola        | Andrea Belotti       | Joma    | Suzuki, Beretta, Edilizia Acrobatica, N° 38 Wüber       |
| Udinese        | Luca Gotti           | Rodrigo De Paul      | Macron  | Dacia, Vortice, Bluenergy, Prosciutto San Daniele       |

### Thay đổi HLV
| CLB        | HLV đi               | Lý do            | Ngày đi          | Kết quả của CLB trước đi | HLV đến              | Ngày đến         |
| ---------- | -------------------- | ---------------- | ---------------- | ------------------------ | -------------------- | ---------------- |
| Cagliari   | Walter Zenga         | Hết hạn hợp đồng | 2 August 2020    | Trước mùa giải           | Eusebio Di Francesco | 3 August 2020    |
| Torino     | Moreno Longo         | Hết hạn hợp đồng | 2 August 2020    | Trước mùa giải           | Marco Giampaolo      | 7 August 2020    |
| Juventus   | Maurizio Sarri       | Bị sa thải       | 8 August 2020    | Trước mùa giải           | Andrea Pirlo         | 8 August 2020    |
| Parma      | Roberto D'Aversa     | Bị sa thải       | 23 August 2020   | Trước mùa giải           | Fabio Liverani       | 28 August 2020   |
| Genoa      | Davide Nicola        | Bị sa thải       | 26 August 2020   | Trước mùa giải           | Rolando Maran        | 26 August 2020   |
| Fiorentina | Giuseppe Iachini     | Bị sa thải       | 9 November 2020  | 12th                     | Cesare Prandelli     | 9 November 2020  |
| Genoa      | Rolando Maran        | Bị sa thải       | 21 December 2020 | 19th                     | Davide Ballardini    | 21 December 2020 |
| Parma      | Fabio Liverani       | Bị sa thải       | 7 January 2021   | 18th                     | Roberto D'Aversa     | 7 January 2021   |
| Torino     | Marco Giampaolo      | Bị sa thải       | 18 January 2021  | 18th                     | Davide Nicola        | 19 January 2021  |
| Cagliari   | Eusebio Di Francesco | Bị sa thải       | 22 February 2021 | 18th                     | Leonardo Semplici    | 22 February 2021 |
| Crotone    | Giovanni Stroppa     | Bị sa thải       | 1 March 2021     | 20th                     | Serse Cosmi          | 1 March 2021     |
| Fiorentina | Cesare Prandelli     | Từ chức          | 23 March 2021    | 14th                     | Giuseppe Iachini     | 24 March 2021    |

## Bảng xếp hạng
| VT | Đội                | ST | T  | H  | B  | BT | BB | HS  | Đ  | Giành quyền tham dự hoặc xuống hạng            |
| -- | ------------------ | -- | -- | -- | -- | -- | -- | --- | -- | ---------------------------------------------- |
| 1  | Internazionale (C) | 38 | 28 | 7  | 3  | 89 | 35 | +54 | 91 | Dự vòng bảng UEFA Champions League             |
| 2  | Milan              | 38 | 24 | 7  | 7  | 74 | 41 | +33 | 79 | Dự vòng bảng UEFA Champions League             |
| 3  | Atalanta           | 38 | 23 | 9  | 6  | 90 | 47 | +43 | 78 | Dự vòng bảng UEFA Champions League             |
| 4  | Juventus           | 38 | 23 | 9  | 6  | 77 | 38 | +39 | 78 | Dự vòng bảng UEFA Champions League             |
| 5  | Napoli             | 38 | 24 | 5  | 9  | 86 | 41 | +45 | 77 | Dự vòng bảng UEFA Europa League                |
| 6  | Lazio              | 38 | 21 | 5  | 12 | 61 | 55 | +6  | 68 | Dự vòng bảng UEFA Europa League                |
| 7  | Roma               | 38 | 18 | 8  | 12 | 68 | 58 | +10 | 62 | Dự vòng play-off UEFA Europa Conference League |
| 8  | Sassuolo           | 38 | 17 | 11 | 10 | 64 | 56 | +8  | 62 |                                                |
| 9  | Sampdoria          | 38 | 15 | 7  | 16 | 52 | 54 | −2  | 52 |                                                |
| 10 | Hellas Verona      | 38 | 11 | 12 | 15 | 46 | 48 | −2  | 45 |                                                |
| 11 | Genoa              | 38 | 10 | 12 | 16 | 47 | 58 | −11 | 42 |                                                |
| 12 | Bologna            | 38 | 10 | 11 | 17 | 51 | 65 | −14 | 41 |                                                |
| 13 | Fiorentina         | 38 | 9  | 13 | 16 | 47 | 59 | −12 | 40 |                                                |
| 14 | Udinese            | 38 | 10 | 10 | 18 | 42 | 58 | −16 | 40 |                                                |
| 15 | Spezia             | 38 | 9  | 12 | 17 | 52 | 72 | −20 | 39 |                                                |
| 16 | Cagliari           | 38 | 9  | 10 | 19 | 43 | 59 | −16 | 37 |                                                |
| 17 | Torino             | 38 | 7  | 16 | 15 | 50 | 69 | −19 | 37 |                                                |
| 18 | Benevento (R)      | 38 | 7  | 12 | 19 | 40 | 75 | −35 | 33 | Xuống hạng Serie B                             |
| 19 | Crotone (R)        | 38 | 6  | 5  | 27 | 45 | 92 | −47 | 23 | Xuống hạng Serie B                             |
| 20 | Parma (R)          | 38 | 3  | 11 | 24 | 39 | 83 | −44 | 20 | Xuống hạng Serie B                             |

1. 1 2  Atalanta finished ahead of Juventus on head-to-head points: Juventus 1–1 Atalanta, Atalanta 1–0 Juventus.
2. 1 2  Since the winners of the 2020–21 Coppa Italia, Juventus, qualified for the Champions League, the Europa League berth awarded to the Coppa Italia winners was passed to the sixth-placed team, and the Europa Conference League berth awarded to the sixth-placed team was passed to the seventh-placed team.

### Xếp hạng sau từng vòng đấu
| Đội ╲ Vòng    | 1              | 2  | 3  | 4  | 5  | 6  | 7  | 8  | 9  | 10 | 11 | 12 | 13 | 14 | 15 | 16 | 17 | 18 | 19 | 20 | 21 | 22 | 23 | 24 | 25 | 26 | 27 | 28 | 29 | 30 | 31 | 32 | 33 | 34 | 35 | 36 | 37 | 38 |   |
| ------------- | -------------- | -- | -- | -- | -- | -- | -- | -- | -- | -- | -- | -- | -- | -- | -- | -- | -- | -- | -- | -- | -- | -- | -- | -- | -- | -- | -- | -- | -- | -- | -- | -- | -- | -- | -- | -- | -- | -- | - |
| Đội ╲ Vòng    | Internazionale | 11 | 3  | 5  | 6  | 4  | 6  | 7  | 5  | 2  | 2  | 2  | 2  | 2  | 2  | 2  | 2  | 2  | 2  | 2  | 2  | 2  | 1  | 1  | 1  | 1  | 1  | 1  | 1  | 1  | 1  | 1  | 1  | 1  | 1  | 1  | 1  | 1  | 1 |
| Milan         | 4              | 5  | 2  | 1  | 1  | 1  | 1  | 1  | 1  | 1  | 1  | 1  | 1  | 1  | 1  | 1  | 1  | 1  | 1  | 1  | 1  | 2  | 2  | 2  | 2  | 2  | 2  | 2  | 2  | 2  | 2  | 2  | 5  | 4  | 3  | 3  | 3  | 2  |   |
| Atalanta      | 9              | 2  | 1  | 3  | 6  | 4  | 6  | 7  | 8  | 9  | 8  | 8  | 7  | 7  | 7  | 7  | 5  | 6  | 5  | 7  | 7  | 6  | 5  | 4  | 4  | 5  | 4  | 4  | 4  | 4  | 3  | 3  | 2  | 2  | 2  | 2  | 2  | 3  |   |
| Juventus      | 3              | 6  | 4  | 5  | 5  | 3  | 5  | 4  | 4  | 4  | 4  | 3  | 3  | 6  | 5  | 4  | 4  | 5  | 4  | 4  | 3  | 4  | 3  | 3  | 3  | 3  | 3  | 3  | 3  | 3  | 4  | 4  | 4  | 3  | 5  | 5  | 5  | 4  |   |
| Napoli        | 5              | 1  | 8  | 4  | 2  | 5  | 3  | 6  | 5  | 3  | 3  | 5  | 4  | 5  | 4  | 6  | 6  | 3  | 6  | 5  | 6  | 5  | 7  | 6  | 6  | 6  | 5  | 5  | 5  | 5  | 5  | 5  | 3  | 5  | 4  | 4  | 4  | 5  |   |
| Lazio         | 12             | 10 | 9  | 15 | 12 | 10 | 9  | 8  | 9  | 7  | 9  | 9  | 8  | 8  | 9  | 8  | 8  | 7  | 7  | 6  | 5  | 7  | 6  | 7  | 7  | 7  | 7  | 7  | 6  | 6  | 6  | 6  | 6  | 6  | 6  | 6  | 6  | 6  |   |
| Roma          | 19             | 15 | 10 | 8  | 9  | 8  | 4  | 3  | 6  | 6  | 6  | 4  | 5  | 3  | 3  | 3  | 3  | 4  | 3  | 3  | 4  | 3  | 4  | 5  | 5  | 4  | 6  | 6  | 7  | 7  | 7  | 7  | 7  | 7  | 7  | 7  | 7  | 7  |   |
| Sassuolo      | 8              | 7  | 3  | 2  | 3  | 2  | 2  | 2  | 3  | 5  | 5  | 6  | 6  | 4  | 6  | 5  | 7  | 8  | 9  | 8  | 8  | 8  | 8  | 9  | 9  | 9  | 8  | 8  | 9  | 8  | 8  | 8  | 8  | 8  | 8  | 8  | 8  | 8  |   |
| Sampdoria     | 20             | 18 | 14 | 9  | 7  | 9  | 10 | 10 | 11 | 12 | 13 | 11 | 10 | 11 | 11 | 11 | 11 | 10 | 10 | 10 | 10 | 10 | 10 | 10 | 10 | 10 | 11 | 10 | 10 | 10 | 10 | 9  | 9  | 9  | 9  | 9  | 9  | 9  |   |
| Hellas Verona | 2              | 4  | 6  | 7  | 8  | 7  | 8  | 9  | 7  | 8  | 7  | 7  | 9  | 9  | 8  | 9  | 9  | 9  | 8  | 9  | 9  | 9  | 9  | 8  | 8  | 8  | 9  | 9  | 8  | 9  | 9  | 10 | 10 | 10 | 10 | 10 | 10 | 10 |   |
| Genoa         | 1              | 13 | 11 | 11 | 16 | 16 | 18 | 19 | 19 | 19 | 19 | 18 | 19 | 18 | 19 | 19 | 17 | 16 | 16 | 14 | 12 | 11 | 11 | 13 | 13 | 13 | 14 | 13 | 13 | 13 | 13 | 14 | 13 | 13 | 14 | 14 | 14 | 11 |   |
| Bologna       | 16             | 8  | 12 | 16 | 17 | 13 | 14 | 12 | 10 | 10 | 12 | 13 | 14 | 13 | 12 | 12 | 13 | 12 | 13 | 15 | 14 | 12 | 12 | 11 | 12 | 12 | 12 | 11 | 11 | 11 | 11 | 11 | 12 | 12 | 12 | 11 | 11 | 12 |   |
| Fiorentina    | 6              | 9  | 13 | 12 | 10 | 11 | 12 | 15 | 17 | 17 | 17 | 17 | 16 | 14 | 14 | 14 | 12 | 14 | 12 | 11 | 15 | 16 | 14 | 15 | 14 | 14 | 13 | 14 | 14 | 15 | 16 | 13 | 14 | 14 | 13 | 13 | 13 | 13 |   |
| Udinese       | 14             | 17 | 19 | 17 | 18 | 19 | 19 | 16 | 13 | 14 | 10 | 10 | 11 | 12 | 13 | 13 | 14 | 15 | 14 | 13 | 11 | 14 | 13 | 12 | 11 | 11 | 10 | 12 | 12 | 12 | 12 | 12 | 11 | 11 | 11 | 12 | 12 | 14 |   |
| Spezia        | 13             | 11 | 15 | 14 | 14 | 17 | 13 | 13 | 14 | 15 | 16 | 16 | 17 | 17 | 18 | 16 | 15 | 13 | 15 | 16 | 16 | 13 | 16 | 14 | 15 | 15 | 15 | 15 | 16 | 14 | 14 | 15 | 15 | 16 | 17 | 17 | 15 | 15 |   |
| Cagliari      | 7              | 14 | 17 | 13 | 11 | 12 | 11 | 11 | 12 | 11 | 11 | 12 | 13 | 15 | 15 | 15 | 16 | 17 | 18 | 18 | 18 | 18 | 18 | 18 | 17 | 17 | 18 | 18 | 18 | 18 | 18 | 18 | 17 | 17 | 16 | 15 | 16 | 16 |   |
| Torino        | 15             | 16 | 18 | 20 | 19 | 18 | 17 | 18 | 18 | 18 | 18 | 19 | 18 | 20 | 17 | 17 | 18 | 18 | 17 | 17 | 17 | 17 | 17 | 17 | 18 | 18 | 17 | 17 | 17 | 17 | 15 | 16 | 16 | 15 | 15 | 16 | 17 | 17 |   |
| Benevento     | 10             | 12 | 7  | 10 | 13 | 14 | 16 | 14 | 15 | 13 | 15 | 15 | 12 | 10 | 10 | 10 | 10 | 11 | 11 | 12 | 13 | 15 | 15 | 16 | 16 | 16 | 16 | 16 | 15 | 16 | 17 | 17 | 18 | 18 | 18 | 18 | 18 | 18 |   |
| Crotone       | 18             | 19 | 20 | 19 | 20 | 20 | 20 | 20 | 20 | 20 | 20 | 20 | 20 | 19 | 20 | 20 | 20 | 20 | 20 | 20 | 20 | 20 | 20 | 20 | 20 | 20 | 20 | 20 | 20 | 20 | 20 | 20 | 20 | 20 | 20 | 19 | 19 | 19 |   |
| Parma         | 17             | 20 | 16 | 18 | 15 | 15 | 15 | 17 | 16 | 16 | 14 | 14 | 15 | 16 | 16 | 18 | 19 | 19 | 19 | 19 | 19 | 19 | 19 | 19 | 19 | 19 | 19 | 19 | 19 | 19 | 19 | 19 | 19 | 19 | 19 | 20 | 20 | 20 |   |

## Kết quả
| Nhà \ Khách    | ATA | BEN | BOL | CAG | CRO | FIO | GEN | HEL | INT | JUV | LAZ | MIL | NAP | PAR | ROM | SAM | SAS | SPE | TOR | UDI |
| -------------- | --- | --- | --- | --- | --- | --- | --- | --- | --- | --- | --- | --- | --- | --- | --- | --- | --- | --- | --- | --- |
| Atalanta       | —   | 2–0 | 5–0 | 5–2 | 5–1 | 3–0 | 0–0 | 0–2 | 1–1 | 1–0 | 1–3 | 0–2 | 4–2 | 3–0 | 4–1 | 1–3 | 5–1 | 3–1 | 3–3 | 3–2 |
| Benevento      | 1–4 | —   | 1–0 | 1–3 | 1–1 | 1–4 | 2–0 | 0–3 | 2–5 | 1–1 | 1–1 | 0–2 | 1–2 | 2–2 | 0–0 | 1–1 | 0–1 | 0–3 | 2–2 | 2–4 |
| Bologna        | 2–2 | 1–1 | —   | 3–2 | 1–0 | 3–3 | 0–2 | 1–0 | 0–1 | 1–4 | 2–0 | 1–2 | 0–1 | 4–1 | 1–5 | 3–1 | 3–4 | 4–1 | 1–1 | 2–2 |
| Cagliari       | 0–1 | 1–2 | 1–0 | —   | 4–2 | 0–0 | 0–1 | 0–2 | 1–3 | 1–3 | 0–2 | 0–2 | 1–4 | 4–3 | 3–2 | 2–0 | 1–1 | 2–2 | 0–1 | 1–1 |
| Crotone        | 1–2 | 4–1 | 2–3 | 0–2 | —   | 0–0 | 0–3 | 2–1 | 0–2 | 1–1 | 0–2 | 0–2 | 0–4 | 2–1 | 1–3 | 0–1 | 1–2 | 4–1 | 4–2 | 1–2 |
| Fiorentina     | 2–3 | 0–1 | 0–0 | 1–0 | 2–1 | —   | 1–1 | 1–1 | 0–2 | 1–1 | 2–0 | 2–3 | 0–2 | 3–3 | 1–2 | 1–2 | 1–1 | 3–0 | 1–0 | 3–2 |
| Genoa          | 3–4 | 2–2 | 2–0 | 1–0 | 4–1 | 1–1 | —   | 2–2 | 0–2 | 1–3 | 1–1 | 2–2 | 2–1 | 1–2 | 1–3 | 1–1 | 1–2 | 2–0 | 1–2 | 1–1 |
| Hellas Verona  | 0–2 | 3–1 | 2–2 | 1–1 | 2–1 | 1–2 | 0–0 | —   | 1–2 | 1–1 | 0–1 | 0–2 | 3–1 | 2–1 | 3–0 | 1–2 | 0–2 | 1–1 | 1–1 | 1–0 |
| Internazionale | 1–0 | 4–0 | 3–1 | 1–0 | 6–2 | 4–3 | 3–0 | 1–0 | —   | 2–0 | 3–1 | 1–2 | 1–0 | 2–2 | 3–1 | 5–1 | 2–1 | 2–1 | 4–2 | 5–1 |
| Juventus       | 1–1 | 0–1 | 2–0 | 2–0 | 3–0 | 0–3 | 3–1 | 1–1 | 3–2 | —   | 3–1 | 0–3 | 2–1 | 3–1 | 2–0 | 3–0 | 3–1 | 3–0 | 2–1 | 4–1 |
| Lazio          | 1–4 | 5–3 | 2–1 | 1–0 | 3–2 | 2–1 | 4–3 | 1–2 | 1–1 | 1–1 | —   | 3–0 | 2–0 | 1–0 | 3–0 | 1–0 | 2–1 | 2–1 | 0–0 | 1–3 |
| Milan          | 0–3 | 2–0 | 2–0 | 0–0 | 4–0 | 2–0 | 2–1 | 2–2 | 0–3 | 1–3 | 3–2 | —   | 0–1 | 2–2 | 3–3 | 1–1 | 1–2 | 3–0 | 2–0 | 1–1 |
| Napoli         | 4–1 | 2–0 | 3–1 | 1–1 | 4–3 | 6–0 | 6–0 | 1–1 | 1–1 | 1–0 | 5–2 | 1–3 | —   | 2–0 | 4–0 | 2–1 | 0–2 | 1–2 | 1–1 | 5–1 |
| Parma          | 2–5 | 0–0 | 0–3 | 0–0 | 3–4 | 0–0 | 1–2 | 1–0 | 1–2 | 0–4 | 0–2 | 1–3 | 0–2 | —   | 2–0 | 0–2 | 1–3 | 2–2 | 0–3 | 2–2 |
| Roma           | 1–1 | 5–2 | 1–0 | 3–2 | 5–0 | 2–0 | 1–0 | 3–1 | 2–2 | 2–2 | 2–0 | 1–2 | 0–2 | 3–0 | —   | 1–0 | 0–0 | 4–3 | 3–1 | 3–0 |
| Sampdoria      | 0–2 | 2–3 | 1–2 | 2–2 | 3–1 | 2–1 | 1–1 | 3–1 | 2–1 | 0–2 | 3–0 | 1–2 | 0–2 | 3–0 | 2–0 | —   | 2–3 | 2–2 | 1–0 | 2–1 |
| Sassuolo       | 1–1 | 1–0 | 1–1 | 1–1 | 4–1 | 3–1 | 2–1 | 3–2 | 0–3 | 1–3 | 2–0 | 1–2 | 3–3 | 1–1 | 2–2 | 1–0 | —   | 1–2 | 3–3 | 0–0 |
| Spezia         | 0–0 | 1–1 | 2–2 | 2–1 | 3–2 | 2–2 | 1–2 | 0–1 | 1–1 | 1–4 | 1–2 | 2–0 | 1–4 | 2–2 | 2–2 | 2–1 | 1–4 | —   | 4–1 | 0–1 |
| Torino         | 2–4 | 1–1 | 1–1 | 2–3 | 0–0 | 1–1 | 0–0 | 1–1 | 1–2 | 2–2 | 3–4 | 0–7 | 0–2 | 1–0 | 3–1 | 2–2 | 3–2 | 0–0 | —   | 2–3 |
| Udinese        | 1–1 | 0–2 | 1–1 | 0–1 | 0–0 | 1–0 | 1–0 | 2–0 | 0–0 | 1–2 | 0–1 | 1–2 | 1–2 | 3–2 | 0–1 | 0–1 | 2–0 | 0–2 | 0–1 | —   |

## Thống kê

### Cầu thủ xuất sắc nhất tháng
| Tháng    | Cầu thủ                 | CLB            | Ref.   |
| -------- | ----------------------- | -------------- | ------ |
| Tháng 9  | Alejandro Gómez         | Atalanta       | [ 26 ] |
| Tháng 10 | Zlatan Ibrahimović      | Milan          | [ 27 ] |
| Tháng 11 | Cristiano Ronaldo       | Juventus       | [ 28 ] |
| Tháng 12 | Hakan Çalhanoğlu        | Milan          | [ 29 ] |
| Tháng 1  | Sergej Milinković-Savić | Lazio          | [ 30 ] |
| Tháng 2  | Romelu Lukaku           | Internazionale | [ 31 ] |
| Tháng 3  | Lorenzo Insigne         | Napoli         | [ 32 ] |
| Tháng 4  | Luis Muriel             | Atalanta       | [ 33 ] |
| Tháng 5  | Ruslan Malinovskyi      | Atalanta       | [ 34 ] |

### Giải thưởng cá nhân cả mùa
| Giải thưởng             | Cầu thủ              | CLB            | Ref.   |
| ----------------------- | -------------------- | -------------- | ------ |
| Cầu thủ có giá trị nhất | Romelu Lukaku        | Internazionale | [ 35 ] |
| Cầu thủ trẻ hay nhất    | Dušan Vlahović       | Fiorentina     | [ 36 ] |
| Thủ môn xuất sắc nhất   | Gianluigi Donnarumma | Milan          | [ 37 ] |
| Hậu vệ xuất sắc nhất    | Cristian Romero      | Atalanta       | [ 38 ] |
| Tiền vệ xuất sắc nhất   | Nicolò Barella       | Internazionale | [ 39 ] |
| Tiền đạo xuất sắc nhất  | Cristiano Ronaldo    | Juventus       | [ 40 ] |

### Danh sách các cầu thủ ghi nhiều bàn nhất
| Stt | Cầu thủ           | CLB            | Số bàn |
| --- | ----------------- | -------------- | ------ |
| 1   | Cristiano Ronaldo | Juventus       | 29     |
| 2   | Romelu Lukaku     | Internazionale | 24     |
| 3   | Luis Muriel       | Atalanta       | 22     |
| 4   | Dušan Vlahović    | Fiorentina     | 21     |
| 5   | Ciro Immobile     | Lazio          | 20     |
| 5   | Simy              | Crotone        | 20     |
| 7   | Lorenzo Insigne   | Napoli         | 19     |
| 8   | Domenico Berardi  | Sassuolo       | 17     |
| 8   | Lautaro Martínez  | Internazionale | 17     |
| 10  | João Pedro        | Cagliari       | 16     |

### Danh sách các cầu thủ kiến tạo nhiều nhất
| Stt | Cầu thủ            | CLB            | Số lần kiến tạo |
| --- | ------------------ | -------------- | --------------- |
| 1   | Ruslan Malinovskyi | Atalanta       | 11              |
| 1   | Romelu Lukaku      | Internazionale | 11              |
| 3   | Henrikh Mkhitaryan | Roma           | 10              |
| 3   | Rodrigo De Paul    | Udinese        | 10              |
| 3   | Piotr Zieliński    | Napoli         | 10              |
| 3   | Duván Zapata       | Atalanta       | 10              |
| 7   | Josip Iličić       | Atalanta       | 9               |
| 7   | Juan Cuadrado      | Juventus       | 9               |
| 7   | Hakan Çalhanoğlu   | Milan          | 9               |
| 7   | Luis Muriel        | Atalanta       | 9               |

### Các cầu thủ lập hattrick
| Cầu thủ            | CLB            | Ghi bàn vào lưới | Kết quả                                                      | Ngày                |
| ------------------ | -------------- | ---------------- | ------------------------------------------------------------ | ------------------- |
| Henrikh Mkhitaryan | Roma           | Genoa            | 3–1 (A) Lưu trữ ngày 27 tháng 1 năm 2021 tại Wayback Machine | 8 tháng 11 năm 2020 |
| Lautaro Martínez   | Internazionale | Crotone          | 6–2 (H) Lưu trữ ngày 10 tháng 1 năm 2021 tại Wayback Machine | 3 tháng 1 năm 2021  |
| Dušan Vlahović     | Fiorentina     | Benevento        | 4–1 (A) Lưu trữ ngày 16 tháng 3 năm 2021 tại Wayback Machine | 13 tháng 3 năm 2021 |
| Cristiano Ronaldo  | Juventus       | Cagliari         | 3–1 (A) Lưu trữ ngày 16 tháng 3 năm 2021 tại Wayback Machine | 14 tháng 3 năm 2021 |
| Rodrigo Palacio    | Bologna        | Fiorentina       | 3–3 (H) Lưu trữ ngày 27 tháng 5 năm 2021 tại Wayback Machine | 2 tháng 5 năm 2021  |
| Ante Rebić         | Milan          | Torino           | 7–0 (A)                                                      | 12 tháng 5 năm 2021 |

Ghi chú
(H) – Sân nhà  (A) – Sân khách

### Số lần giữ sạch lưới
| Stt | Cầu thủ              | CLB            | Số trận giữ sạch lưới |
| --- | -------------------- | -------------- | --------------------- |
| 1   | Gianluigi Donnarumma | Milan          | 14                    |
| 1   | Samir Handanović     | Internazionale | 14                    |
| 3   | Pierluigi Gollini    | Atalanta       | 9                     |
| 3   | Pepe Reina           | Lazio          | 9                     |
| 5   | Bartłomiej Drągowski | Fiorentina     | 8                     |
| 5   | Juan Musso           | Udinese        | 8                     |
| 5   | David Ospina         | Napoli         | 8                     |
| 5   | Mattia Perin         | Genoa          | 8                     |
| 9   | Andrea Consigli      | Sassuolo       | 7                     |
| 9   | Lorenzo Montipò      | Benevento      | 7                     |
| 9   | Marco Silvestri      | Hellas Verona  | 7                     |
| 9   | Salvatore Sirigu     | Torino         | 7                     |

### Thẻ phạt
Cầu thủ
- Cầu thủ nhận nhiều thẻ vàng nhất: 14
  -  Pasquale Schiattarella (Benevento)
- Cầu thủ nhận nhiều thẻ đỏ nhất: 2
  -  Charalampos Lykogiannis (Cagliari)
  -  Rodrigo De Paul (Udinese)

Đội bóng
- Đội bóng nhận nhiều thẻ vàng nhất: 100
  - Lazio
- Đội bóng nhận nhiều thẻ đỏ nhất: 6
  - Juventus
- Đội bóng nhận ít thẻ vàng nhất: 59
  - Internazionale
- Đội bóng nhận ít thẻ đỏ nhất: 1
  - Hellas Verona
  - Parma